# La Bonne Hôtesse
La Bonne Hôtesse è un cortometraggio muto del 1912 diretto da Léonce Perret. Interpretato da René Cresté (al secondo film della sua carriera di attore) e da Suzanne Grandais, fu prodotto dalla Société des Etablissements L. Gaumont.

## Produzione
Il film fu prodotto dalla Société des Etablissements L. Gaumont nel 1912.

## Distribuzione
Uscì nelle sale francesi il 1º aprile 1912.